# Río Cuarto

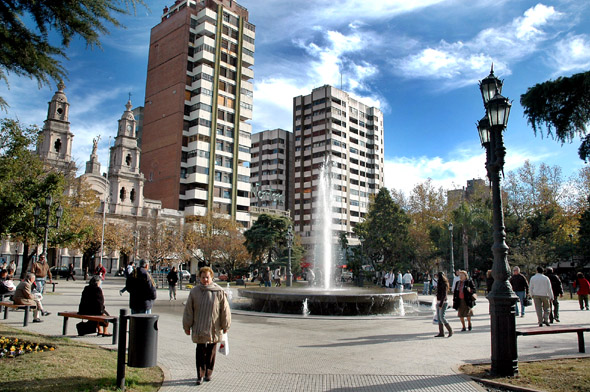
Centrum i Río Cuarto

Río Cuarto är en stad i provinsen Córdoba i Argentina. Den är situerad i den södra delen av provinsen och har omkring 144 000 invånare (2001). Staden grundades år 1786 som "Villa de la Concepción del Río Cuarto" av den dåvarande borgmästaren Rafael de Sobremonte.
Staden hyser två fotbollslag, Estudiantes och Atenas. Fotbollsspelaren Pablo Aimar (SL Benfica) föddes i Río Cuarto, liksom Fabricio Fuentes (Villarreal CF) och Franco Costanzo (FC Basel).